# Rio Dobârlău
O Rio Dobârlău é um rio da Romênia, afluente do Tărlung, localizado no distrito de Covasna.